# Юки (город)
Юки (яп. 結城市 Ю:ки-си) — город в Японии, находящийся в префектуре Ибараки. Площадь города составляет 65,84 км², население — 51 642 человека (1 августа 2014), плотность населения — 784,36 чел./км².

## Географическое положение
Город расположен на острове Хонсю в префектуре Ибараки региона Канто. С ним граничат города Тикусей, Кога, Ояма и посёлок Ятиё.

## Население
Население города составляет 51 642 человека (1 августа 2014), а плотность — 784,36 чел./км². Изменение численности населения с 1980 по 2005 годы:
| 1980 | 49 387 чел. |  |
| 1985 | 52 283 чел. |  |
| 1990 | 53 288 чел. |  |
| 1995 | 53 777 чел. |  |
| 2000 | 52 774 чел. |  |
| 2005 | 52 460 чел. |  |

## Символика
Деревом города считается шелковица, цветком — лилия.